# Colcampata
El Palacio de Colcampata situado en las faldas del santuario de Sacsayhuamán, se estima como el lugar más antiguo de los barrios del Cuzco, donde vivieron los primitivos pobladores. También aquí fue donde Manco Cápac construyó su primer palacio o residencia.
Como restos del inmenso edificio que ha debido subsistir en esta área, existe todavía un muro de cerca de noventa metros de largo por tres y medio de alto, de estilo arquitectónico celular. Sobre el primer murallón y a una distancia aproximada de cuatro metros, se eleva otro muro de mayor extensión, cuya parte frontal ostenta once nichos de doble jamba, con capacidad para guarnecer a un hombre puesto de pie.

## Historia
Iniciada su construcción por Huáscar, pasó luego de la ocupación española a ser la residencia de Manco Inca, aunque tras su levantamiento y posterior refugio en Vilcabamba, Diego de Almagro lo cedió a Paullu Inca quien solía celebrar las festividades nativas en su perímetro, que albergaba el sagrado ídolo de piedra del cerro Huanacaure.
A la muerte de Paullu, quedaron viviendo en el palacio doña Catalina Tocto Ussica, su viuda, y su hijo legítimo don Carlos Inca. En el gran salón, que había sobrevivido a las pasadas contiendas bélicas, todavía en la década de 1560 servía de plaza para los días lluviosos, en que festejaban y solemnizaban los indios sus fiestas. Allí reunía Carlos a su corte, rodeándose de orejones empobrecidos que hacían de cortesanos. Recibía a muchos dignatarios que visitaban el Cuzco, ofrecía hospitalidad a vecinos españoles y mestizos, manteniendo además la capilla de San Cristóbal.
Acusado Carlos Inca de recibir en su residencia a un grupo de conspiradores mestizos, fue encarcelado por el virrey Toledo y sus bienes embargados. Sobre el palacio, el Virrey escribió a Felipe II que tiene el mayor y mejor sitio que se podía pensar para tener sujeto este lugar y a cada casa de él con cualquiera pieza de artillería. De este modo, Toledo emprendió la inmediata transformación del palacio en una fortaleza de tipo español, con almenas, artillería y guarnición, y él mismo dictó minuciosas instrucciones para su guarda y mantenimiento. Ordenó incluso el traslado de los cañaris y chachapoyas residentes en el Cuzco, grandes enemigos de los incas, a la parroquia de San Cristóbal, junto al Colcampata.
Sin embargo, la medida no prosperaría. El virrey Enríquez devolvió el palacio al hijo y heredero de Carlos Inca, don Melchor Carlos Inca, quien lo poseyó hasta su alejamiento del país.